# 過去を逃れて

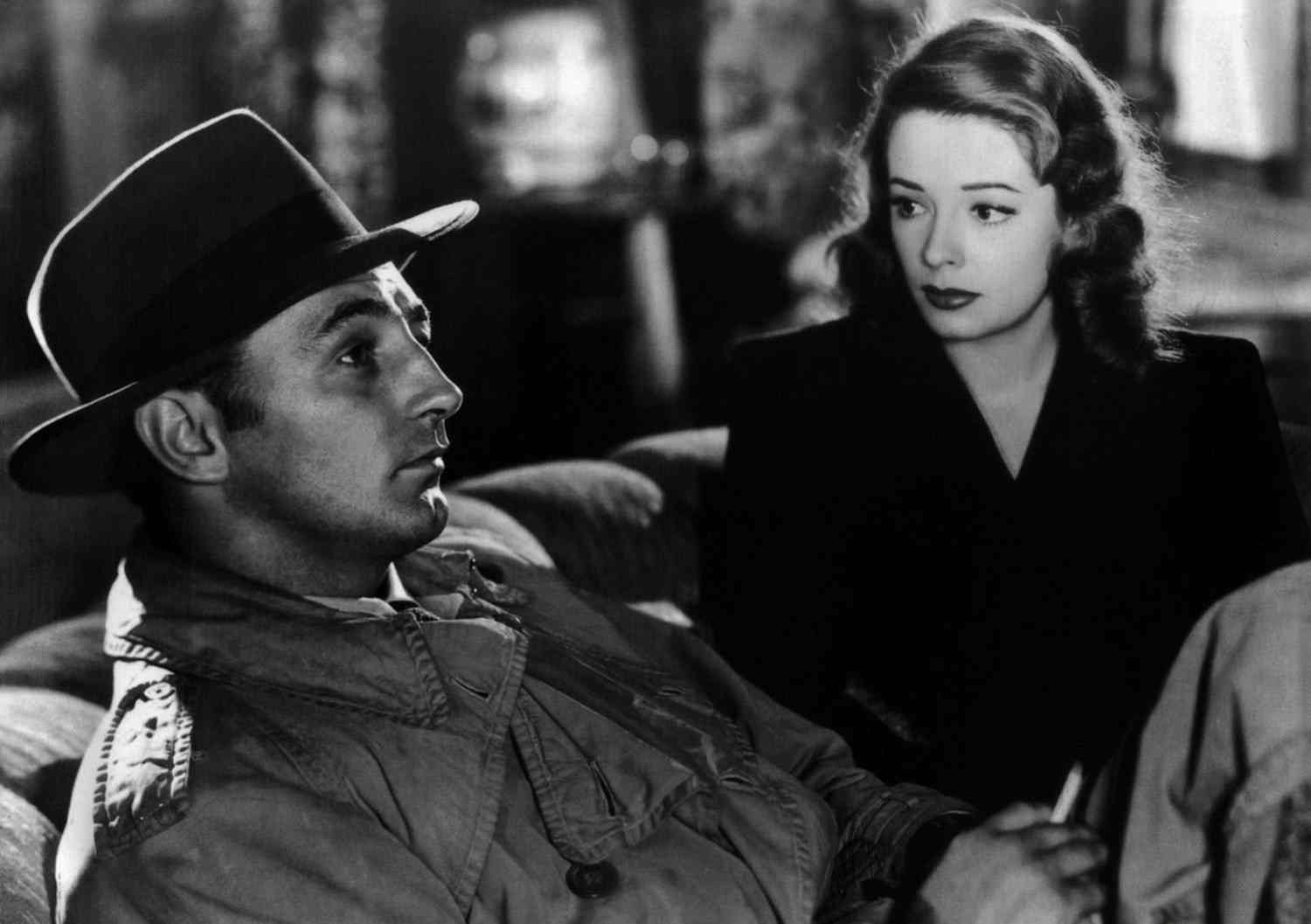
ロバート・ミッチャム(左)とジェーン・グリア(宣材写真)

『過去を逃れて』（かこをのがれて、原題: Out of the Past）は、ジャック・ターナー監督による1947年のアメリカ合衆国のフィルム・ノワール。

## あらすじ
ブリッジポートにて恋人のアン（ヴァージニア・ヒューストン）と暮らすジェフ（ロバート・ミッチャム）は、ガス・ステーションを経営している。2人のもとを、ウィット（カーク・ダグラス）の右腕のジョー（ポール・ヴァレンタイン）が訪ねてくる。ウィットが待っているタホ湖へ向かう道中、ジェフは、これまで隠していたウィットとの過去をアンに語り始める。
ジェフは、ニューヨークで相棒のフィッシャー（スティーヴ・ブロディ）とともに私立探偵の職に就いていた。ウィットは、40,000ドルを盗んで行方をくらませた恋人のキャシー（ジェーン・グリア）を探してほしいとジェフに依頼する。依頼を引き受けたジェフは、アカプルコでキャシーを見つける。やがて2人は恋に落ちる。ジェフが自らの身分を明かしたところ、キャシーは40,000ドルを盗んでいないと主張する。キャシーはジェフに一緒に逃げようと懇願する。
サンフランシスコに逃げたジェフとキャシーは、目立たないように暮らしていた。そんな2人のもとをフィッシャーが訪ねてきて、口止め料として金銭を要求する。ジェフとフィッシャーのあいだで格闘が繰り広げられた末、キャシーがフィッシャーを撃ち、車で走り去ってしまう。ジェフの手元には、40,000ドルの預金が入ったキャシーの通帳が残された。
アンに過去を話し終えたジェフは、ウィットの屋敷に入る。そこにはキャシーの姿もあり、ジェフを驚かせる。ウィットは新たな仕事をジェフに持ちかけるが、罠を察知したジェフは依頼を拒み、ブリッジポートに戻る。注、実際は断らずに依頼を引き受ける。キャシーはジョーに、ジェフの助手のキッド（ディッキー・ムーア）を尾行させる。キッドがジェフの隠れ家に着いたところで、ジョーはジェフを撃とうするが、キッドに阻止される。ジョーは転倒し、命を落とす。
ウィットの屋敷を訪れたジェフは、キャシーの裏切りとジョーの死を彼に伝え、取引を持ちかける。それは、ジョーの死を自殺として処理する一方、キャシーをフィッシャー殺しの罪で警察に引き渡す、というものであった。ウィットはジェフの取引に応じるが、その後、キャシーに射殺される。キャシーは、すべての殺人の罪をかぶるか、自分と一緒に逃げるか、どちらかを選ぶようジェフに要求する。ジェフはキャシーと一緒に逃げることを選ぶが、密かに警察に電話をかける。警察の待ち伏せによりジェフの裏切りに気づいたキャシーは、ジェフを撃つ。警察が一斉に発砲し、2人を乗せた車は衝突する。車中のジェフとキャシーは命を落とす。
ジェフの葬式のあと、アンはキッドに、ジェフは本当にキャシーと逃げようとしていたのか、と尋ねる。キッドは首を縦に振る。その答えを聞いたアンは、ジム（リチャード・ウェッブ）の車に乗り、去って行く。キッドは、ジェフの名前が彫られたガス・ステーションの看板を見上げると、静かに微笑み、うなずくのだった。

## キャスト
※括弧内は日本語吹替（テレビ版）
- ジェフ - ロバート・ミッチャム（服部哲治）
- キャシー - ジェーン・グリア（影万里江）
- ウィット - カーク・ダグラス（真木恭介）
- メタ - ロンダ・フレミング
- ジム - リチャード・ウェッブ
- フィッシャー - スティーヴ・ブロディ
- アン - ヴァージニア・ヒューストン
- ジョー - ポール・ヴァレンタイン
- キッド - ディッキー・ムーア
- イールズ - ケン・ナイルズ

## 評価
Rotten Tomatoesでは、32件のレヴューで平均値は8.9点、支持率は97%だった。
『Chicago Tribune』のマイケル・ウィルミントンは、本作を「裏切りと宿命を描いた叙情的なスリラー」と評している。『The Guardian』のフィリップ・フレンチは、「冒頭のシークエンスでアーネスト・ヘミングウェイ著の『殺し屋』を引いている本作は、デヴィッド・クローネンバーグ監督の『ヒストリー・オブ・バイオレンス』に大きな影響を与えている」と指摘した。『PopMatters』のマイケル・バレットは、「本作はアメリカ国立フィルム登録簿に登録され、フィルム・ノワールの典型、ハリウッドの古典として安置されている」と述べた。
2015年、『Indiewire』にて「ロバート・ミッチャムの10本の必見の映画」の1本に選ばれた。

## リメイク
1984年、ジェフ・ブリッジス、レイチェル・ウォード主演で、『Against All Odds』（邦題『カリブの熱い夜』）としてリメイクされた。